# Japanische Badmintonmeisterschaft 1976
Die Japanische Badmintonmeisterschaft 1976 fand vom 9. bis zum 12. Dezember 1976 an mehreren Spielorten in Tokio statt. Es war die 30. Austragung der nationalen Titelkämpfe im Badminton in Japan. Vier südkoreanische Spielerinnen waren ebenfalls am Start.

## Titelträger
| Disziplin    | Sieger                          |
| ------------ | ------------------------------- |
| Herreneinzel | Kinji Zeniya                    |
| Dameneinzel  | Hiroe Yuki                      |
| Herrendoppel | Shoichi Toganoo Nobutaka Ikeda  |
| Damendoppel  | Etsuko Takenaka Emiko Ueno      |
| Mixed        | Shoichi Toganoo Etsuko Takenaka |